# Acidente aéreo de Embassy Hill
É conhecido como acidente aéreo da Embassy Hill ou acidente aéreo de Graham Hill ao acidente fatal sofrido pelo ex-campeão de Fórmula 1 e proprietário da equipe, Graham Hill, quando o Piper PA-23 Aztec que pilotava se espatifou. O acidente ocorreu o 29 de novembro de 1975 para perto de Arkley em Hertfordshire, Reino Unido, enquanto aproximava do aeródromo de Elstree. Os outros cinco passageiros a bordo, todos a parte da equipe de Fórmula 1 Embassy Hill, também morreram.
A equipe voltava de uma viagem ao sul da França,  para testar o novo Hill GH2, um mês após o final da temporada 1975 de Fórmula 1. O acidente ocorreu na noite, com condições de nevoeiro na região. Um inquérito sobre o acidente não foi conclusivo, mas um erro do piloto foi considerada  a explicação mais provável.

## Aeronave
O avião do acidente foi um Piper PA-23-250D Aztec, construído em 1968, e registrado N6645Y. Foi vendido pela Melridge Aviation em abril de 1972 à Grand Prix (Bahamas) Ltd e foi solicitada a exclusão do avião do registro da Administração Federal de Aviação (FAA). Na verdade, isto não foi feito até agosto de 1974.
O avião foi legalmente apátrida desde abril de 1972, ainda que seu antigo registro N6645Y continuou sendo mostrado. A aeronave estava operando sem um certificado de aeronavegabilidade, já que a posse havia deixado de ser efetiva quando a aeronave foi retirada do registro da FAA. No momento do acidente, o avião havia voado 1131 horas.

## Antecedentes
Em 28 de novembro, o dia anterior ao acidente, Graham Hill havia levado seu Aztec ao aeroporto de Le Castellet, ao lado do circuito de Paul Ricard, no sul da França. Se encontravam a bordo outros cinco membros da equipe Embassy Hill: o piloto Tony Brise, o gerente da equipe Ray Brimble, os mecânicos Terry Richards e Tony Alcock, e o engenheiro Andrew Smallman.
O grupo estava em Paul Ricard para testar o novo monoposto Hill GH2 da equipe. Tinham previsto voltar no dia 30 de novembro, mas o teste foi reduzido. O fotógrafo Anthony Armstrong-Jones havia considerado voar com o grupo, mas desistiu porque considerou que havia tirado fotografias suficientes. 

## Acidente
Às 15:30 UTC do dia 29 de novembro, o grupo partiu de Le Castellet e voou ao aeroporto de Marseille-Provence. Hill visitou a sala de informação e obteve informes meteorológicos para a região de Londres. Foi criado um IFR para um voo no aeródromo de Elstree, com alternativa ao aeroporto de Luton. 
O Piper Aztec decolou de Marseille às 17:47. Se estabeleceu contato com o Centro de Controle de Tráfego Aéreo de Londres às 20:45 e obteve-se um informe meteorológico para Elstree, com uma visibilidade de 2000 metros e uma base de nuvens de 300 pés sobre o nível do solo. Às 21:19, a aeronave passou à London Heathrow Approach, e foi informado a Hill que a visibilidade em Elstree era de 1000 metros. Às 21:21, após descer a 4000 pés (1200 m), passando ao sul do VOR de Lamborne, Hill foi informado que a visibilidade em Elstree foi reduzida a 800 metros. Posteriormente, foi autorizado à aeronave a descer a 1500 pés (450 m) por abaixo da qual qualquer descida adicional ficava  a critério do piloto.  
Às 21:28, o controlador de London Heathrow Airport contatou o N6645Y para passar mais informações; não houve resposta. Pouco depois, foi perdido o contato do radar. O Aztec, já com com seu trem de pouso e seus flaps estendidos, raspou a parte superior de uma grande árvore a uma altitude de 140 metros, dentro do campo de golfe em Arkley, a 3 milhas (5,6 km) a leste e 130 pés (40 m)sobre o aeródromo de Elstree. Logo desceu ainda mais, chocando-se com mais árvores, rodando em direção à direita, batendo o solo com a ponta de sua asa e finalmente e finalmente chocando-se contra um matagal. Um intenso fogo se desenvolveu após o impacto, que destruiu a maior parte da aeronave. Os seis ocupantes morreram instantaneamente.  
A pista de Elstree estava equipada com luzes de bordo e um indicador de pendente visual de baixa intensidade, mas faltava ajuda por rádio e não havia procedimentos de aproximação por instrumentos publicados para o aeródromo, o que o tornava inadequado para operações de baixa visibilidade. 
As testemunhas próximas ao local do acidente informaram que as condições climáticas naquele momento eram de neblina espessa, com uma visibilidade de 50 a 100 metros.  
Cerca de três horas antes, um piloto de outro pequeno avião havia tentado três aproximações do aeroporto de Elstree, assistido por radares de direção e distâncias fornecidas por London Approach. Nas três tentativas, descendo a apenas 300 pés (90 m) AGL, as luzes do campo de aviação permaneceram invisíveis ou ou foram detectadas tarde  demais para continuar com a aterrisagem. O piloto finalmente desviou para outro aeroporto. Foi informado que a visibilidade sobre as nuvens a 1000 metros (300 metros) era muito boa.  
Não foram descobertos defeitos mecânicos que tivessem contribuído para o acidente. A fadiga do piloto não foi considerada um fator, e os exames toxicológicos nas seis vítimas foram negativos. Não se pôde determinar a causa exata do acidente. Os investigadores ofereceram três possíveis razões para que o piloto permitisse que a aeronave descesse ao solo:   
• Erro na interpretação da altitude: nos movimentos finais do voo, o piloto pode haver mal-interpretado a leitura do altímetro como a altitude sobre o solo (especificamente acima acima da elevação do aeródromo), contrária à altitude sobre o nível médio do mar. Esta possibilidade foi considerada pouco provável.  
• Desconhecimento da altitude: descendo desde 1500 pés com céu claro até a capa de neblina subjacente, o piloto pode ter centrado sua atenção em estabelecer contato visual com o solo, descuidando do monitor dos instrumentos da aeronave.  
• Erro na estimativa do alcance: ao se aproximar da pista 27 de Elstree, um piloto normalmente sobrevoaria a localidade de Borehamwood, seguido de um setor de terra sem luz imediatamente antes do aeródromo. No entanto, o N6645Y se aproximava do campo de aviação vindo de uma rota mais meridional, e o piloto pode ter confundido as luzes de Barnet, visíveis através da neblina, com as de Borehamwood, e o campo de golfe adjacente de Arkley com o setor de terra escura anterior à pista. Isto pôde tê-lo levado a acreditar que estava muito mais próximo do aeródromo do que realmente estava, e iniciar prematuramente a descida final a terra. Esta hipótese foi considerada a mais provável.  

## Consequências
O The Times informou que Graham pôde ter superestimado sua habilidade de voar. A viúva de Graham Hill, foi processada por perdas e danos pelos administradores do patrimônio do falecido Andrew Smallman. Em junho de 1977, foi emitida uma ordem judicial do Tribunal Superior. Como Hill não tinha seguro, Bette teve que pagar uma grande soma de dinheiro.  
Devido ao acidente ter matado seis membros da equipe Embassy Hill, incluindo seu fundador, seu piloto e seu principal engenheiro, esta ficou formada por apenas três pessoas: o subgerente do grupo e dois mecânicos. Embassy Hill não pôde continuar competindo e logo fechou as portas.        